# W. S. 밴다이크

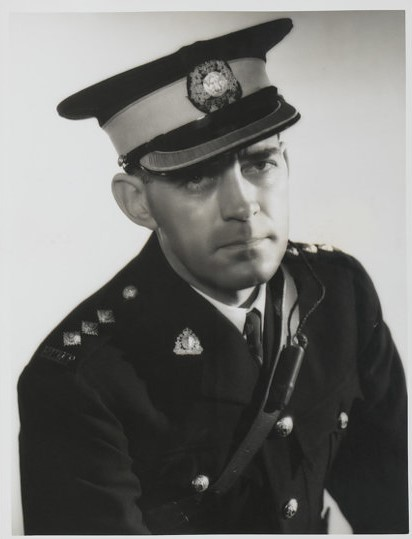

우드브리지 스트롱 "W. S." 밴다이크(영어: Woodbridge Strong "W. S." Van Dyke, 1889년 3월 21일 ~ 1943년 2월 5일)는 미국의 영화감독이다. 무성 영화서부터 감독 경력을 시작했으며 메트로-골드윈-메이어에서 수많은 영화를 감독했다. 그는 영화를 매우 짧은 시간 안에 찍었기 때문에 '원 숏 우디(영어: One Shot Woody)'라는 별명을 얻었다. 주요 작품으로 《타잔》 (1932)과 《그림자 없는 남자》 (1934) 등이 있다.

## 작품 목록
- 《타잔》 (1932)
- 《그림자 없는 남자》 (1934)
- 《그림자 없는 남자 이후》 (1936)